# Lijst van hunebedden in Baden-Württemberg
De lijst van hunebedden in Baden-Württemberg bevat de bekende hunebedden in de Duitse deelstaat Baden-Württemberg.
De hunebedden van het type Schwörstadt, zijn in de nabijgelegen gebieden van Frankrijk en Zwitserland wijd verspreid.

## Lijst van graven
| Naam                                                                       | Plaats                            | Landkreis | Type             | Opmerkingen                                     | Afbeelding                      |
| -------------------------------------------------------------------------- | --------------------------------- | --------- | ---------------- | ----------------------------------------------- | ------------------------------- |
| Großsteingrab Degernau                                                     | Wutöschingen, OT Degernau         | WT        | Tupe Schwörstadt | In de buurt bevindt zich de Menhir von Degernau | Großsteingrab Degernau          |
| Großsteingrab Niederschwörstadt (Großsteingrab Schwörstadt, „Heidenstein“) | Schwörstadt, OT Niederschwörstadt | LÖ        | Tupe Schwörstadt |                                                 | Großsteingrab Niederschwörstadt |